# Dolič, Destrnik
Dolič este o localitate din comuna Destrnik, Slovenia, cu o populație de 156 de locuitori.